# Sculptures utilitaires

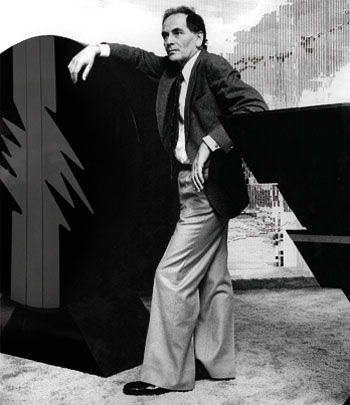
Pierre Cardin in un salone a Saint-Honoré, accanto al mobile Eclair, 1977.

"Sculptures Utilitaires" è il nome della collezione composta da mobili di design progettati dallo Studio Pierre Cardin a partire dagli anni ‘70 fino a oggi. Si tratta di vere e proprie sculture che sommano alla loro funzione decorativa anche quella dell'utilità. Celati abilmente dalle forme sinuose e affascinanti, le "Sculptures Utilitaires" sono mobili o accessori di uso comune che trovano utilità nelle case di tutti.

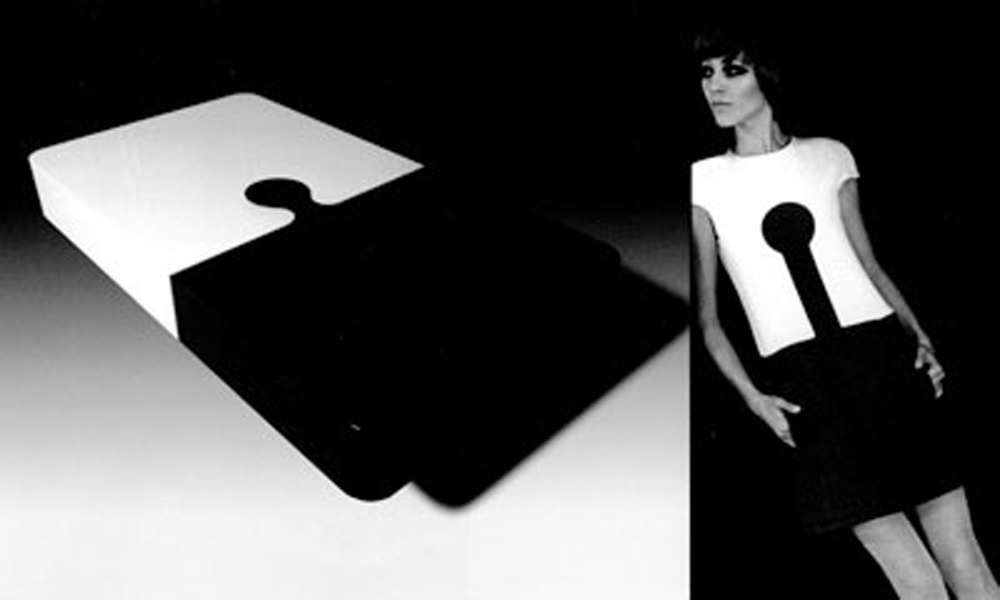
Il tavolo e l'abito "Espace".

Pierre Cardin comincia la sua produzione di mobili "haute couture" nel 1977 come stimolo ai creativi francesi ad avere più immaginazione in materia di mobili: ne risulta un'intera collezione di eleganti mobili dalle forme sinuose che possono trovare la giusta collocazione in qualunque casa.
Da quel famoso 1977, lo Studio Pierre Cardin ha continuato a produrre sculture, riprendendo talvolta alcuni temi che hanno caratterizzato le collezioni di moda Pierre Cardin. Ne è un esempio il tema de "L'amour" che, riprendendo l'abito "Espace", ha dato origine alla particolare linea di sculture "Homme et femme".
Pierre Cardin si diverte, infatti, a considerare i mobili come degli abiti e delle sculture: «È stupido piazzare un mobile contro un muro […], se i miei mobili sono “recto verso”, è per essere visti da tutte le angolazioni. Da dietro come di fronte».

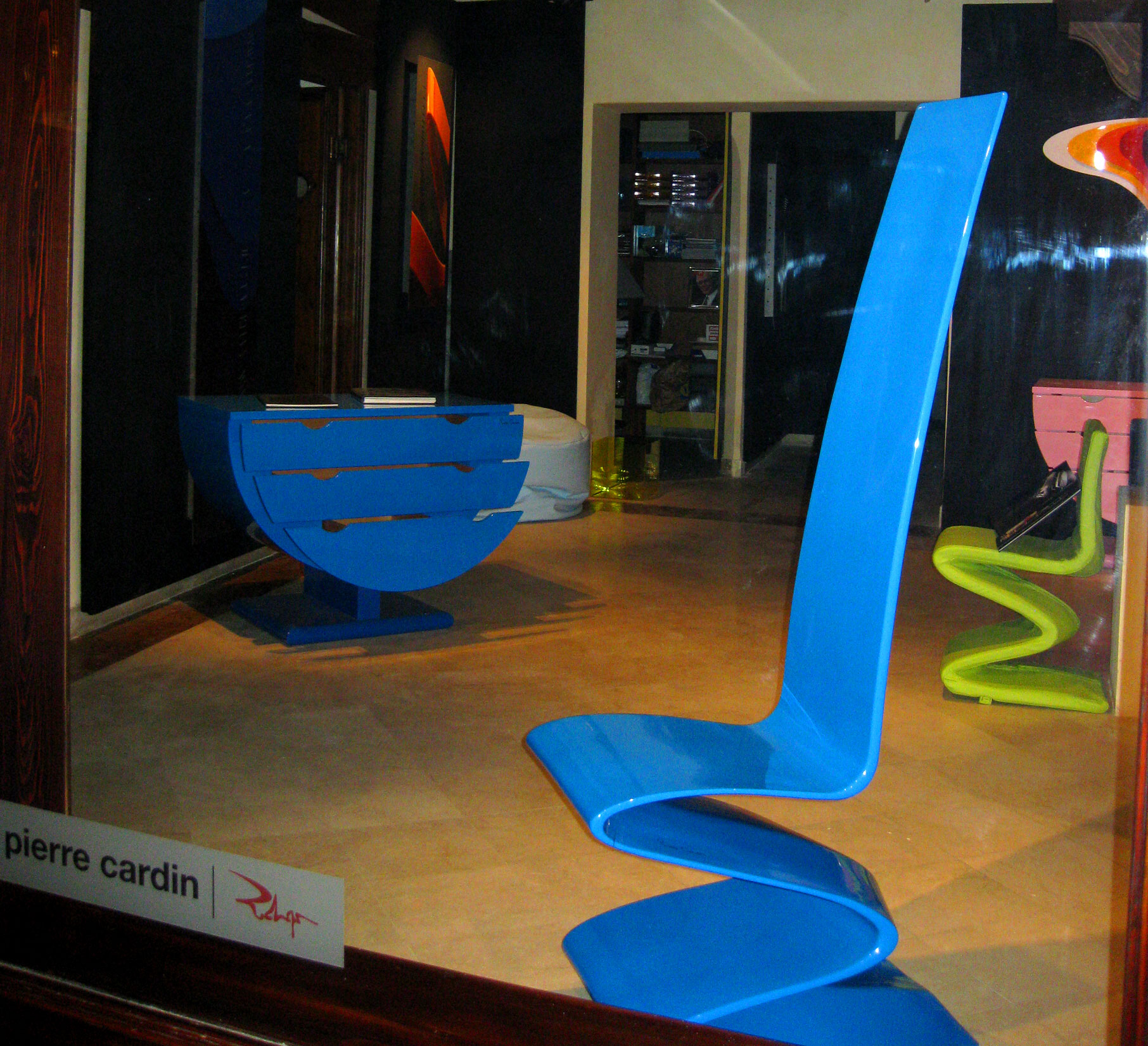
Sedia Boa all'interno dello Showroom Sculptures Utilitaires di Venezia.

A partire dal 2007, le “Sculptures Utilitaires” riprendono quasi esclusivamente le forme della natura, accentuandole con colori accesi e speciali trattamenti di laccatura. 
Alcuni pezzi della fortunata collezione “Sculptures Utilitaires” hanno girato il mondo. Negli anni, infatti, le “Sculptures Utilitaires” sono state esposte in moltissime importanti città quali New York, Parigi, Montecarlo e molte altre; alcuni esemplari sono tuttora in esposizione al Museo Pierre Cardin di Parigi.